# テーベ (衛星)
テーベ（英語：Thebe、確定番号：Jupiter XIV）は、木星の衛星の1つ。内側から4番目の衛星で、木星の4つの木星内部衛星群衛星の1つである。仮符号はS/1979 J 2。
1979年に、ボイジャー1号の撮影画像中から、アメリカのスティーヴン・P・シノット（Stephen P. Synnott、サイノットの表記もあり）によって発見された。
1983年に、ギリシア神話の川の神アーソーポス（Asopos）の娘で、大神ゼウスとアンティオペーの息子ゼートスの妻となったニンフ、テーベーに因んで命名された。
木星からの平均距離は22万1889 km、公転周期と自転周期はともに13時間。直径は約100 kmで、直径40 kmほどの大きなクレーターがある。

## 発見と観測
テーベは、ボイジャー1号が木星をフライバイする最中の1979年3月5日に撮影された画像の中からスティーヴン・P・シノットによって発見され、S/1979 J 2という仮符号が与えられた。
ボイジャー1号による発見の後に、1979にボイジャー2号によってもテーベの撮影が行われた。しかし木星探査機ガリレオが木星に到達するまでは、テーベに関して判明していた情報は極めて限定的なものであった。ガリレオによる観測ではテーベの表面のほとんどが撮影され、その組成を明らかにするための重要な情報が得られた。

## 物理的特徴
テーベはいびつな形状をしており、三軸径は116×98×84 kmである。衛星の密度や質量は明らかになっていないが、アマルテアの平均密度(~0.86 g/cm3)と同じだと仮定した場合、質量は~4.3 × 1017 kgと推定される。木星に近いその他の衛星と同様に、潮汐固定された状態にあり、長軸方向を常に木星の方向に向けながら公転している。
ガリレオ探査機の観測により、テーベの表面にはゼトス・クレーター (Zethus Crater) というクレーターが発見されている。このクレーターの直径はおよそ40 kmあり、テーベで最も大きなクレーターであると共に、テーベの表面で唯一命名されている地形である。クレーターは木星から見てテーベの裏側に存在している。このクレーターの縁には複数の明るい点が存在している。
テーベの表面は暗く赤っぽい色をしている。また公転の進行方向に先行する半球と後行する半球では表面の明確な非対称性があり、先行半球は後行半球よりも1.3倍明るい。この非対称性は、テーベの速い公転速度と先行半球への頻繁な衝突により、天体内部の明るい物質(おそらくは氷)が表面に露出していることが原因だと考えられている。テーベの表面には多数のクレーターが存在し、少なくとも3個か4個の非常に大きい衝突クレーターがある。これらのクレーターのサイズはおおよそテーベ自身と同程度のサイズを持つ。

## 軌道
テーベは木星内部衛星群の4つの衛星のうち最も外側を公転している。軌道離心率はおよそ0.018、木星の赤道に対する軌道傾斜角はおよそ1.08°である。これらの値は惑星に近い軌道を持つ衛星としては非常に高いものであり、これはガリレオ衛星のうち最も内側を公転するイオから過去に受けた影響で説明できる。過去にテーベはイオとの複数の平均運動共鳴を通過し、この時に離心率と傾斜角が上昇したと考えられる。テーベの内側を公転するアマルテアでも、同様の作用により離心率と傾斜角が上昇したと考えられている。
テーベの軌道はテーベ・ゴサマー環の外縁付近に位置している。この環は、衛星から放出された物質から構成されている。

## 木星の環との関係
テーベは長軸方向を木星に向けて公転しており、テーベの表面の木星に一番近い点と一番遠い点付近では、衛星の表面と衛星自身のロッシュ限界が非常に近くなっていると考えられる。その付近ではテーベの重力は公転の遠心力をわずかに上回るのみである。そのためそれらの2点での衛星からの脱出速度は非常に小さく、隕石衝突によって発生した塵は容易にテーベの重力を振り切って脱出することができる。衛星から放出された塵はその後、ポインティング・ロバートソン効果によって木星の方向へ移動する。このようにして生成された塵が、テーベ・ゴサマー環を構成している。

## 地形一覧

### クレーター
テーベのクレーターの名は、ギリシア神話におけるテーベーの夫に由来する。
| 地名            | 由来     |
| --------------- | -------- |
| ゼトス (Zethus) | ゼートス |